# Leonardo Menjívar
Leonardo José „Machito” Menjívar Peñate (ur. 24 października 2001 w Chalatenango) – salwadorski piłkarz występujący na pozycji prawego skrzydłowego, reprezentant Salwadoru, od 2024 roku zawodnik Alianzy.